# Dat Assawari (211)
La Dat Assawari è stata una fregata della Marina libica costruita nei cantieri Vosper Thornycroft del Regno Unito sul modello delle Type 21 britanniche. La nave era una versione modificata delle fregate iraniane della Classe Saam. La nave, ordinata nel febbraio 1968 dalla Libia all'epoca governata da Re Idris, venne impostata sugli scali il 27 settembre dello stesso anno e varata il 13 ottobre 1969, quando in Libia in seguito al colpo di Stato capeggiato dal colonnello Gheddafi un nuovo governo da poco più di un mese aveva preso il posto della monarchia senussita. Il nuovo governo libico annullò la commessa ma gli inglesi proseguirono l'allestimento, che venne completato il 1º febbraio 1973, e dopo lunghe discussioni e trattative la nave venne consegnata ai libici nell'autunno dello stesso anno, diventando l'ammiraglia della flotta libica. Nel 1980, durante lavori di manutenzione nel porto di Genova, venne sabotata dai servizi francesi dello SDECE.

## Nome
Il nome della nave rievoca la battaglia di Dhāt al-sawārī, "Quella degli alberi", chiamata dai bizantini battaglia di Phoenix: La battaglia, combattuta nel 655 al largo delle coste della Licia, fu il primo scontro navale importante in cui i musulmani sconfissero la flotta bizantine, aprendo loro il Mediterraneo orientale. Gli "alberi" si riferiscono agli alberi delle navi.

## Caratteristiche
La nave aveva un apparato motore del tipo CODOG su due linee di assi, con due motori diesel Paxman da 3500 CV ciascuno e due turbine Olympus da 46000 hp che consentivano una velocità massima di 39,5 nodi. L'autonomia era di 5700 miglia ad una velocità di 17 nodi.
L'armamento originario era costituito da un cannone da 114mm Mk 8, una mitragliera binata da 35mm, una mitragliera binata da 40mm/70, un sistema missilistico antiaereo Sea Cat e l'armamento antisommergibile costituito da sue lanciasiluri tripli da 324mm e un mortaio ASW Limbo.

## Ammodernamenti
Il nuovo governo libico in politica estera assunse una linea terzomondista antioccidentale e di avvicinamento all'Unione Sovietica; cooperanti e consiglieri occidentali che operavano il Libia vennero sostituiti da cooperanti e colleghi del blocco sovietico. La giovane marina libica non riusciva a gestire una nave tanto moderna e sofisticata per gli standard dell'epoca e i sovietici preferivano offrire collaborazione a paesi marxisti e per materiale bellico di loro produzione. Dopo sei anni più di presenza che di vita operativa erano necessari un radicale ammodernamento e una revisione dell'unità navale. Le condizioni della nave erano tuttavia da escludere un viaggio in Inghilterra e i lavori di revisione generale e di modernizzazione vennero eseguiti dai Cantieri Navali Riuniti, presso le Officine Allestimenti Riparazioni Navali di Genova, tra il 1979 e il 1983.
Nel corso di questi lavori il 29 ottobre 1980 la nave subì un'esplosione provocata da uomini rana francesi mentre si trovava ormeggiata prua contro poppa alla fregata italiana Perseo nello stabilimento di Genova Le Grazie nel porto antico di Genova. L'esplosione provocò nella chiglia uno squarcio di tre metri, ma la nave non colò a picco poiché le paratie stagne tennero. L'attentato venne rivendicato nei giorni successivi da un fantomatico sedicente Fronte nazionalista maltese. I reali autori del sabotaggio furono militari francesi dei servizi SDECE. Dopo le riparazioni, i lavori vennero completati a ottobre 1983.
Nel corso dei lavori venne rimosso il mortaio antisommergibile Limbo e i Sea Cat vennero sostituiti da un sistema missilistico Albatros/Aspide a otto celle, venne aggiunta una mitragliera binata da 40mm/70, una direzione di tiro NA-20 della Selenia e nella zona poppiera trovarono posto quattro celle di lancio del sistema missilistico antinave Otomat.
Sottoposta nuovamente a Genova all'inizio degli anni novanta a lavori di raddobbo solo parzialmente portati a termine, venne riportata a Tripoli nel 1992 e utilizzata come pontone galleggiante non operativo per addestramento statico.

## Galleria d'immagini
Immagini della fregata libica Dat Assawari ai lavori a Genova

La fregata presso la calata Le Grazie
La Dat Assawari ai lavori a Genova